# Michael Angelis
Nicholas Micheal Angelis (Paddington, 29 aprile 1944 – Thatcham, 30 maggio 2020) è stato un attore e doppiatore inglese.
Era noto per il suo ruolo di narratore nel doppiaggio britannico de Il trenino Thomas dalla terza stagione nel 1991 alla sedicesima stagione nel 2012. È il fratello di Paul Angelis.

## Carriera
Angelis nacque il 29 aprile 1944 a Paddington da una madre inglese e un padre greco. È cresciuto a Dingle, vicino Liverpool. Si formò al Royal Scottish Academy of Music and Drama, a Glasgow, dove interpretò i suoi primi ruoli. Apparve nelle miniserie britanniche G.B.H. e Boys from the Blackstuff e, in seguito,  in altre commedie e serie britanniche, come Rapina in Berkeley Square o The Liver Birds.
Nel 1983 partecipò all'opera Il guardiano al Teatro Royal Exchange di Manchester. Ha narrato Il trenino Thomas nel doppiaggio britannico dal 1991 al 2012, sostituendo Ringo Starr. Nel 2005 lesse sulla BBC Radio 4 l'autobiografia di John Peel, giornalista e radiofonico inglese. Nel 2007 partecipò a un episodio de L'ispettore Barnaby e di Metropolitan Police. Nel 2011 ha partecipato al programma The Reunion, sempre su BBC Radio 4, dove ha parlato, insieme a dei membri del cast, della sua partecipazione a Boys from the Blackstuff. Il 30 maggio 2020, in seguito a un infarto, Angelis morì, nella sua casa a Thatcham, nel Berkshire.

## Filmografia

### Cinema
- Rapina in Berkeley Square (A Nightingale sang in Berkeley Square), regia di Ralph Thomas (1979)
- George e Mildred, regia di Peter Frazer Jones (1980)
- No Surrender, regia di Peter Smith (1985)
- Big Dreams and Paper Planes, regia di Mark Aldridge - cortometraggio (1999)
- The Virgin of Liverpool, regia di Lee Donaldson (2003)
- Fated, regia di Nicola Scott (2006)
- First Time Loser, regia di Joe Scott (2012)

### Televisione
- The Scobie Man, serie TV, episodio 1x3 (1972)
- Thirty Minute Theatre, serie TV, episodio 7x25 (1972)
- Coronation Street, soap opera televisiva, episodi da 1226 a 1231 (1972)
- Z Cars, serie TV, episodi 7x49 e 10x1 (1972-1974)
- Village Hall, serie TV, episodio 1x1 (1974)
- The Liver Birds, serie TV, 34 episodi (1975-1996)
- Rock Follies, serie TV, episodi 1x5 e 1x6 (1976)
- Crown Court, serie TV, episodio 6x34 (1977)
- Il nido di Robin, serie TV, episodi 1x3 e 2x4 (1977-1978)
- Hazell, serie TV, episodio 2x5 (1979)
- Me You and Him, film TV, regia di Bernard Thompson (1979)
- The Black Stuff, film TV, regia di Jim Goddard (1980)
- Minder, serie TV, episodio 1x10 (1980)
- The Little World of Don Camillo, serie TV, episodio 1x6 (1981)
- BBC2 Playhouse, serie TV, episodio 7x15 (1981)
- World's End, serie TV, 11 episodi (1981)
- Wood and Walters, serie TV, episodi 1x5 e 1x6 (1982)
- The Gaffer, serie TV, episodio 2x6 (1982)
- Boys from the Blackstuff, miniserie TV, tutti gli episodi (1982)
- I Professionals, serie TV, episodio 5x4 (1982)
- Reilly, l'asso delle spie, miniserie TV, episodi 1x11 e 1x12 (1983)
- L'asso della Manica, serie TV, episodio 3x3 (1983)
- Pride of our Alley, film TV, regia di Michael Ferguson(1983)
- Summer Season, serie TV, episodio 1x9 (1985)
- I Woke Up One Morning, serie TV, 12 episodi (1985-1986)
- The Marksman, miniserie TV, tutti gli episodi (1987)
- Bread, serie TV, episodio 5x2 (1989)
- The Russ Abbot Show, serie TV, episodi 4x2, 4x4 e 4x9 (1989)
- Single Voices, serie TV, episodio 1x4 (1990)
- G.B.H., miniserie TV, tutti gli episodi (1991)
- Wail of the Banshee, miniserie TV, tutti gli episodi (1992)
- Between the Lines, serie TV, episodio 1x6 (1992)
- Boon, serie TV, episodio 7x11 (1992)
- Lovejoy, serie TV, episodio 4x3 (1993)
- Luv, serie TV, episodio 1x4 (1993)
- Casualty, serie TV, episodi 7x24, 10x14, 13x14, 29x21 (1993-2015)
- Woodcock, film TV, regia di Michael Leggo (1994)
- Against All Odds, miniserie TV, episodio 1x1 (1994)
- Bookmark, serie TV, episodio 12x1 (1995)
- September Song, serie TV, 16 episodi (1993-1995)
- Giuseppe, miniserie TV, tutti gli episodi (1995)
- Giving Tongue, film TV, regia di Stefan Schwartz (1996)
- Common as Muck, serie TV, episodi 2x4 e 2x5 (1997)
- Jack Frost, serie TV, episodio 5x1 (1997)
- Melissa, miniserie TV, episodi da 1x2 a 1x5 (1997)
- Harry Enfield & Chums, serie TV, episodio 2x7[6](1997)
- The Ambassador, serie TV, episodio 1x5 (1998)
- The Jump, serie TV, tutti gli episodi (1998)
- Holby City, serie TV, episodio 2x10 (2000)
- Heartbeat, serie TV, episodio 9x22 (2000)
- Playing the Field, serie TV, episodi 3x1, 3x3, 3x5, 3x6, 4x4 (2000)
- Auf Wiedersehen, Pet, serie TV, episodi 3x1, 3x2, 3x3, 3x5 (2002)
- Always and Everyone, serie TV, episodio 4x1 (2002)
- Sweet Medicine, serie TV, episodio 1x5 (2003)
- Merseybeat, serie TV, episodio 4x7 (2004)
- L'ispettore Barnaby, serie TV, episodio 10x4 (2007)
- Metropolitan Police, serie TV, episodio 23x56 (2007)
- Good Cop, miniserie TV, tutti gli episodi (2012)

## Doppiaggio

### Televisione
- Il trenino Thomas, narratore, dalla stagione 3 alla stagione 16 (1991 - 2012)
- Jack and the Sodor Construction Company, spin-off de Il trenino Thomas (2006)
- Il trenino Thomas - Sono tutte locomotive (2005)
- Il trenino Thomas - La grande scoperta (2008)
- Hero of The Rails (2009)
- Misty Island Rescue (2010)
- Day of the Diesels (2011)
- Blue Mountain Mystery (2012)

### Videogiochi
- Thomas & Friends: The Great Festival Adventure (1999)
- Thomas & Friends: Trouble on The Tracks (2000)
- Thomas & Friends: Railway Adventures (2001)
- Thomas & Friends: Building the New Line (2002)

## Doppiatori italiani
Nelle versioni in italiano dei programmi in cui ha recitato, Michael Angelis è stato doppiato da:
- Sandro Iovino in Giuseppe

Nel ruolo di doppiatore, è stato sostituito da: 
- Angelo Maggi, Giorgio Bonino, Giorgio Locuratolo nella serie Il trenino Thomas
- da Giorgio Bonino e Giorgio Locuratolo ne Il trenino Thomas - Sono tutte locomotive, Il trenino Thomas - La grande scoperta, Hero of The Rails, Misty Island Rescue, Day of the Diesels, Blue Mountain Mystery